# Joseph Weigl
Joseph Weigl (Eisenstadt, 28 marzo 1766 – Vienna, 3 febbraio 1846) è stato un compositore e direttore d'orchestra austriaco, figlio del violoncellista Joseph Franz Weigl.

## Biografia
Studiò a Vienna e fu allievo sia di Johann Georg Albrechtsberger che di Antonio Salieri. Fu compositore assai precoce, tanto che una sua opera (Die betrogene Arglist), scritta quando aveva appena 17 anni, attirò l'attenzione di Salieri, compositore di corte, che gli fece avere nel 1791 l'incarico di sostituto direttore dell'orchestra di corte. Compose circa 30 lavori teatrali caratterizzati da una feconda vena melodica, tanto che le arie e le melodie estratte dalle sue opere divennero molto popolari nei salotti dell'epoca e furono utilizzate da altri compositori come spunto per  variazioni.
Oggi Weigl è conosciuto principalmente per la sua opera Die Schweizer Familie (La famiglia svizzera, 14 marzo 1809) che nella prima assoluta al Theater am Kärntnertor di Vienna ha visto la partecipazione di Johann Michael Vogl.